# 怪文書
怪文書（かいぶんしょ）とは、信憑性および発行者が不明な状態で出回る事実上の匿名の文書である。内容的には、その多くが特定の組織・個人などに関する情報と称する類のもの、誹謗中傷もしくは一方的な主張を述べるものとなっている。裁判所において「いかがわしい文書。無責任で中傷的・暴露的な出所不明の文書または手紙のこと」とした裁判例（さいたま地裁平成18年9月27日判決）もある。
根拠不明であるかあるいは明確に誤った情報でありながら、拾い読んだ者にある種の影響を与え得るために問題視される。

## 目的・動機

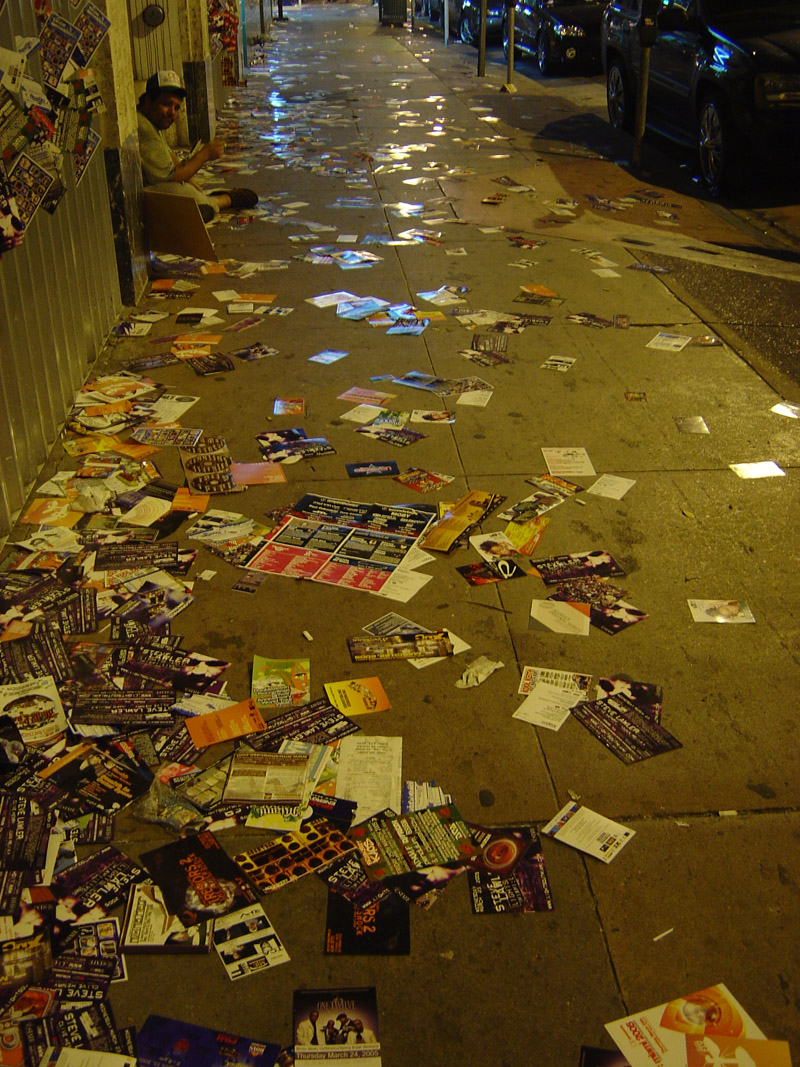
ビラの内容が虚偽であってもそれを証明することは難しい。（撒かれるビラの例）

## 法規制
1936年6月15日から1945年10月13日まで不穏文書臨時取締法で「人心ヲ惑乱シ、軍秩ヲ紊乱シ又ハ財界ヲ撹乱スル目的ヲ以テ治安ヲ妨害スベキ事項」について「発行ノ責任者ノ氏名住所ノ記載ヲ為サズ若ハ虚偽ノ記載ヲ為シ又ハ出版法若ハ新聞紙法ニ依ル納本ヲ為サザルモノであり、出版シタル者又ハ之ヲ頒布シタル者」に対して刑事罰が規定されていた。

## 過去の怪文書事例
- 堀江メール問題
- 当たり屋グループ
- 松本サリン事件 - 「松本サリン事件に関する一考察」。
- 薔薇十字団
- 甲州選挙 - 選挙期間中に怪文書（中傷ビラ）が多く出回る。
- 田中上奏文
- 万歳三唱令
- 日本解放第二期工作要綱
- シオン賢者の議定書
- ピザゲート - 電子掲示板などに繰り返し投稿されていた偽の事件。真に受けた者による襲撃事件にまで発展。
- パーナさん事件 - コンサート延期によって行き場のないファンに向けた根拠のない話が次々と拡散された。
- 2020年東京大学総長選[要出典]
- 岐南町元町長による女性職員に対するセクハラ行為 - 調査委員会のヒアリングに際して威嚇・妨害目的と思われる文章が配布された。調査報告書にはその文章が「怪文書」と明記されて記載されている。

## 関連書籍
- 清谷信一「弱者のための喧嘩術」（幻冬舎）